# 国興衛視
国興衛視（こっこうえいし、英:GoldSunTV、台:國興衛視、略称：GSTV）は、台湾にあるケーブルテレビである。日本に特化した放送局の一つである。

## 歴史
- 1992年12月21日　国興衛視として設立。日本のテレビ番組を放送するテレビ放映権を購入。
- 2003年　7月、メディア·スタック国際マーケティング株式会社に合併買収される。
- 2010年　3月、国内商標を「GS」に変更。
- 2017年　HD放送開始。

## 日本のテレビ番組
日本のテレビ番組は、NHKと日本の民放五社（日本テレビ系列、フジテレビ系列、テレビ朝日系列、TBS系列、テレビ東京系列）のバラエティ番組やドラマに中国語の字幕をつけたうえで、放送される。

### 放送実績
- キー局のリモコンキーID基準に表記。

## バラエティ番組

### NHK
- いよっ!日本一
- ためしてガッテン
- びっくり法律旅行社
- 男自転車ふたり旅
- にっぽん百名山

### 日本テレビ
- 欽ちゃん&香取慎吾の全日本仮装大賞
- パン&ジェームズのおつかい大挑戦!
- 密室謎解きバラエティー 脱出ゲームDERO!
- 宝探しアドベンチャー 謎解きバトルTORE!
- ぶらり途中下車の旅
- うわっ!ダマされた大賞
- もしもの夢叶えます!魔法のランプSHOW
- スッキリ
- DayDay.
- 世界の果てまでイッテQ!

### 中京テレビ
- P.S.愛してる!
- クスクス
- ピアット
- ゴリ夢中

### 札幌テレビ
- D!アンビシャス～熱きどさんこ魂～
- 1×8いこうよ!
- ジョシスタ

### 福岡放送
- ナンデモ特命係発見らくちゃく!

### 広島テレビ
- テレビ派

### 岡山放送
- 金バク!

### テレビ朝日
- 笑顔がごちそう ウチゴハン
- 加藤茶美食旅遊精選
- SMAP☆がんばりますっ!!
- ナニコレ珍百景
- 痛快!ビッグダディ
- くりぃむナントカ
- 朝だ!生です旅サラダ
- 修造学園〜学校では教えてくれない授業〜
- 冒険JAPAN! 関ジャニ∞MAP
- いきなり!黄金伝説。
- 銭形金太郎
- よゐこの無人島０円生活
- 家事ヤロウ!!!

### 朝日放送
- 大改造!!劇的ビフォーアフター
- 最終警告!たけしの本当は怖い家庭の医学
- たけしの健康エンターテインメント!みんなの家庭の医学
- にっぽん菜発見 そうだ、自然に帰ろう
- 芸能人格付けチェック
- 砂羽と可奈子があの街の美味しいギャップ大発見!だけど食堂
- 朝だ!生です旅サラダ
- LIFE〜夢のカタチ〜
- 探偵!ナイトスクープ
- 住まいのダイエット
- 相席食堂

### TBS
- SASUKE
- マツコの知らない世界
- 水曜日のダウンタウン

### 毎日放送
- 地球感動配達人 走れ!ポストマン

### 北海道テレビ放送
- LOVE HOKKAIDO
- おにぎりあたためますか
- 水曜どうでしょう

### 東北放送
- ふしぎのトビラ

### 宮崎放送
- わけもん!GT

### 南日本放送
- てゲてゲ
- どーんと鹿児島

### 琉球放送
- 沖縄BON!!

### 新潟放送
- BSN水曜見ナイト

### テレビ東京
- 愛の貧乏脱出大作戦
- YOUは何しに日本へ?
- ペット大集合!ポチたま
- TVチャンピオン
- ハロー!モーニング。
- 開運!なんでも鑑定団
- ASAYAN
- 所さんの学校では教えてくれないそこんトコロ!
- 田舎に泊まろう!
- チャンピオンズ～達人のワザが世界を救う～
- ネクストプリンセス
- ドライブ A GO!GO!
- 〜どうぶつ冒険バラエティ〜ワンダ!
- ペット大行進! ど〜ぶつくん
- 世界で働くお父さん
- 出川哲朗の充電させてもらえませんか?
- 母ちゃんに逢いたい！
- モヤモヤさまぁ〜ず2

### テレビ大阪
- かがくdeムチャミタス!

### BSジャパン
- だいすけ君が行く!!ポチたま新ペットの旅
- 高田純次の年金生活
- トムさんの田舎のごちそう

### フジテレビ
- 恋愛観察バラエティー あいのり
- 堂本兄弟
- VivaVivaV6
- (株)世界衝撃映像社
- ホルスの好奇心
- ホンマでっか!?TV
- アイアンシェフ
- 有吉くんの正直さんぽ
- 突然ですが占ってもいいですか?

### 北海道放送
- 森崎博之のあぐり王国北海道
- 北海道物産展ですけど何か?

### 独立局

#### 三重テレビ放送
- ええじゃないか。

### TOKYO MX
- H.I.S. presents テリー伊藤の世界のタビセツ

## ドラマ

### NHK
- ふたりっ子
- ひらり
- あした天気になあれ
- 鶴亀ワルツ
- 素敵にライバル
- 真夜中のパン屋さん
- ガラスの家
- 天うらら

### 読売テレビ
- 彼女の嫌いな彼女
- 本家のヨメ
- 凍りつく夏
- ナイトホスピタル〜病気は眠らない〜
- ナチュラル 愛のゆくえ
- お玉・幸造夫婦です
- 刑事たちの夏

### 福岡放送
- ツナガール!〜明日にエール〜

### テレビ朝日
- はみだし刑事情熱系
- アストロ球団
- 黒革の手帖
- 笑ゥせぇるすまん
- スシ王子!
- 電池が切れるまで
- 天国と地獄
- 刑事110キロ
- 未来講師めぐる

### 朝日放送
- オトコの子育て
- ギラギラ

### TBS
- ひと夏のラブレター
- 輝け隣太郎
- 一攫千金夢家族
- それは、突然、嵐のように…
- ヤンキー母校に帰る
- Sweet Season
- 高校教師
- 渡る世間は鬼ばかり
- ホットマン
- 3年B組金八先生
- 魔女の条件
- ビューティフルライフ

### 中部日本放送
- キッズウォー
- 新キッズ・ウォー
- 幽婚
- オーバー30
- みこん六姉妹
- 湯けむりウォーズ～女将になります～
- 月に祈るピエロ

### 琉球放送
- オキナワノコワイハナシ

### テレビ東京
- 孤独のグルメ
- 好好!キョンシーガール〜東京電視台戦記〜

### フジテレビ
- お水の花道
- 板橋マダムス
- バージンロード
- こんな恋のはなし
- 熱烈的中華飯店
- 私を旅館に連れてって
- できちゃった結婚
- ハッピーマニア
- ウエディングプランナー　SWEETデリバリー
- ランチの女王
- まだ恋は始まらない
- 天気予報の恋人
- 妹よ
- ジョーカー　許されざる捜査官

### 関西テレビ
- 僕の生きる道
- アルジャーノンに花束を
- 牛に願いを　Love&Farm

### 東海テレビ
- こはるちゃん

### テレビ西日本
- めんたいぴりり

### 福島中央テレビ
- 絶景探偵。

### 独立局
テレビ神奈川
- イヌゴエ
- 幼獣マメシバ
- マメシバ一郎
- マメシバ一郎　フーテンの芝二郎
- ねこタクシー
- くろねこルーシー

## ネット配信

### NOTTV
- オンナ♀ルール 幸せになるための50の掟

## アニメーション

### NHK
- ニルスのふしぎな旅

テレビ東京系列、NHK衛星第2テレビジョン、ファミリー劇場、TwellVでも放送された。

### 日本テレビ
- ごくせん
- 花田少年史
- 名犬ジョリィ
- オズの魔法使い

### 朝日放送
- 星の王子さま
- グリム名作劇場

### テレビ東京
- ミスター味っ子
- 桃太郎伝説
- 新·桃太郎伝説
- まんが 水戸黄門

### フジテレビ
- 赤毛のアン
- ペリーヌ物語
- あらいぐまラスカル
- アラビアンナイト シンドバットの冒険
- 釣りキチ三平

## 特撮

### フジテレビ
- 快傑ライオン丸
- 風雲ライオン丸
- 電人ザボーガー

## 自社制作
- 台湾大口食べ歩き
- 新瀨上剛in台灣
- 幸福空間
- 明周時尚